# دانشکده تربیت بدنی و علوم ورزشی دانشگاه شهید بهشتی
دانشکده علوم ورزشی و تندرستی دانشگاه شهید بهشتی، یکی از ۱۵ دانشکده این دانشگاه است که در سال ۱۳۸۲ تأسیس شده است.

## تاریخچه
فعالیتهای آموزشی تربیت بدنی در دانشگاه شهید بهشتی به زمان شروع به کار دانشگاه در سال ۱۳۴۷ بر می‌گردد. در این زمان دانشجویان علاوه بر فعالیتهای فوق برنامه ورزشی که جنبه اختیاری داشت موظف بودند ۲ واحد درسی تربیت بدنی را به شکل عمومی اخذ و پاس نمایند. کلیه فعالیتهای آموزشی تربیت بدنی در دانشگاه تا سال ۱۳۵۰ تحت نظر اداره تربیت بدنی ادامه داشت. در این سال تربیت بدنی دانشگاه به دو بخش گروه آموزشی تربیت بدنی، به عنوان یکی از گروه‌های آموزشی دانشکده علوم تربیتی و روان‌شناسی، و فعالیتهای فوق برنامه، که هر دو بخش تا زمان تأسیس دانشکده زیر نظر معاونت دانشجویی دانشگاه فعالیت می‌کرد. طی یک دهه گذشته نیز یک گروه کارشناسی ارشد زیر نظر دانشکده علوم تربیتی و روان‌شناسی فعالیت داشت که در نهایت این گروه به همراه گروه آموزشی کارشناسی تربیت بدنی با کسب مجوز پذیرش دانشجو در مقاطع کارشناسی، کارشناسی ارشد و دکتری توانست در سال ۱۳۸۲ موفق به اخذ مجوز قطعی برای تأسیس دانشکده تربیت بدنی گردد.

## امکانات
دانشکده علوم ورزشی و تندرستی، دارای امکانات زیر است:

### کتابخانه
کتابخانه دانشکده در اردیبهشت ۱۳۸۴، یکسال پس از تأسیس دانشکده افتتاح گردید. کل مساحت کتابخانه که در فضای مشترک با سالن مطالعه و سایت کامپیوتری می‌باشد حدوداً ۸۰ متر مربع است. براساس آخرین آمار که در سال ۱۳۸۷ گرفته شده، کتابخانه دارای ۵۵۵ جلد (۵۰۰ عنوان) کتاب لاتین و ۱۵۶۹ جلد (۸۵۳ عنوان) کتاب فارسی در زمینه‌های مختلف ورزشی می‌باشد.
تعداد پایان‌نامه‌های موجود در کتابخانه ۱۰۲جلد است، که در گرایش‌های: فیزیولوژی ورزش، رفتار حرکتی، مدیریت ورزش، طب ورزش و بیومکانیک ورزشی می‌باشند. بخش مرجع این کتابخانه نیز شامل ۲۸ جلد (۲۲ عنوان) کتاب لاتین و ۶۵ جلد (۲۶ عنوان) کتاب فارسی می‌باشد. همچنین بخش مجلات این کتابخانه در حدود ۱۰ عنوان مجله دارد.

### مرکز کامپیوتر
سایت کامپیوتر دانشکده در تاریخ ۲۰/۷/۸۴ با ۳ دستگاه کامپیوتر راه اندازی شده و هم‌اکنون دارای ۷ دستگاه کامپیوتر متصل به اینترنت می‌باشد.

### نشریات
این دانشکده ۳ نشریه دارد. نشریه علوم حرکت انسان نشریه اصلی این دانشکده است که دارای درجه علمی – پژوهشی است. همچنین دو نشریه علمی–دانشجویی با نام‌های نشریه پویا و نشاط ورزش در این دانشکده مشغول فعالیت هستند.

### آزمایشگاه
با تأسیس ساختمان دانشکده و برای خدمات‌دهی آموزشی و پژوهشی به اساتید و دانشجویان در سال ۱۳۸۴، آزمایشگاه دانشکده در قالب دو بخش فیزیولوژی ورزش و رفتار حرکتی راه‌اندازی شد.

## رشته‌ها و گرایش‌ها
گروه‌های آموزشی دانشکده علوم ورزش و تندرستی در حال حاضر شامل ۳ گروه آموزشی است:
- گروه آموزشی علوم زیستی ورزش
- گروه آموزشی علوم اجرایی و اداری ورزش
- گروه آموزشی علوم رفتاری و شناختی ورزش
- گروه آموزشی تندرستی و بازتوانی ورزش

دانشکده علوم ورزش و تندرستی همچنین دارای یک کمیته ورزشهای تخصصی و عمومی است که برنامه‌ریزی درسهای عملی و تخصصی دانشجویان رشته علوم ورزشی و واحدهای عمومی مربوط به دانشجویان کل دانشگاه را بر عهده دارد. ضمنااین دانشکده علاوه بر دانشجویانی که فعلادر ۳ مقطع فوق در حال تحصیل هستند، دارای ۲ گروه دانشجوی کارشناسی ارشد گرایشی در رشته‌های فیزیولوژی ورزش و رفتار حرکتی، مدیریت و آسیب‌شناسی و ۳ گروه دانشجوی دکتری در رشته‌های رفتار، فیزیولوژی و آسیب می‌باشد.